# St. Konrad (Speyer)

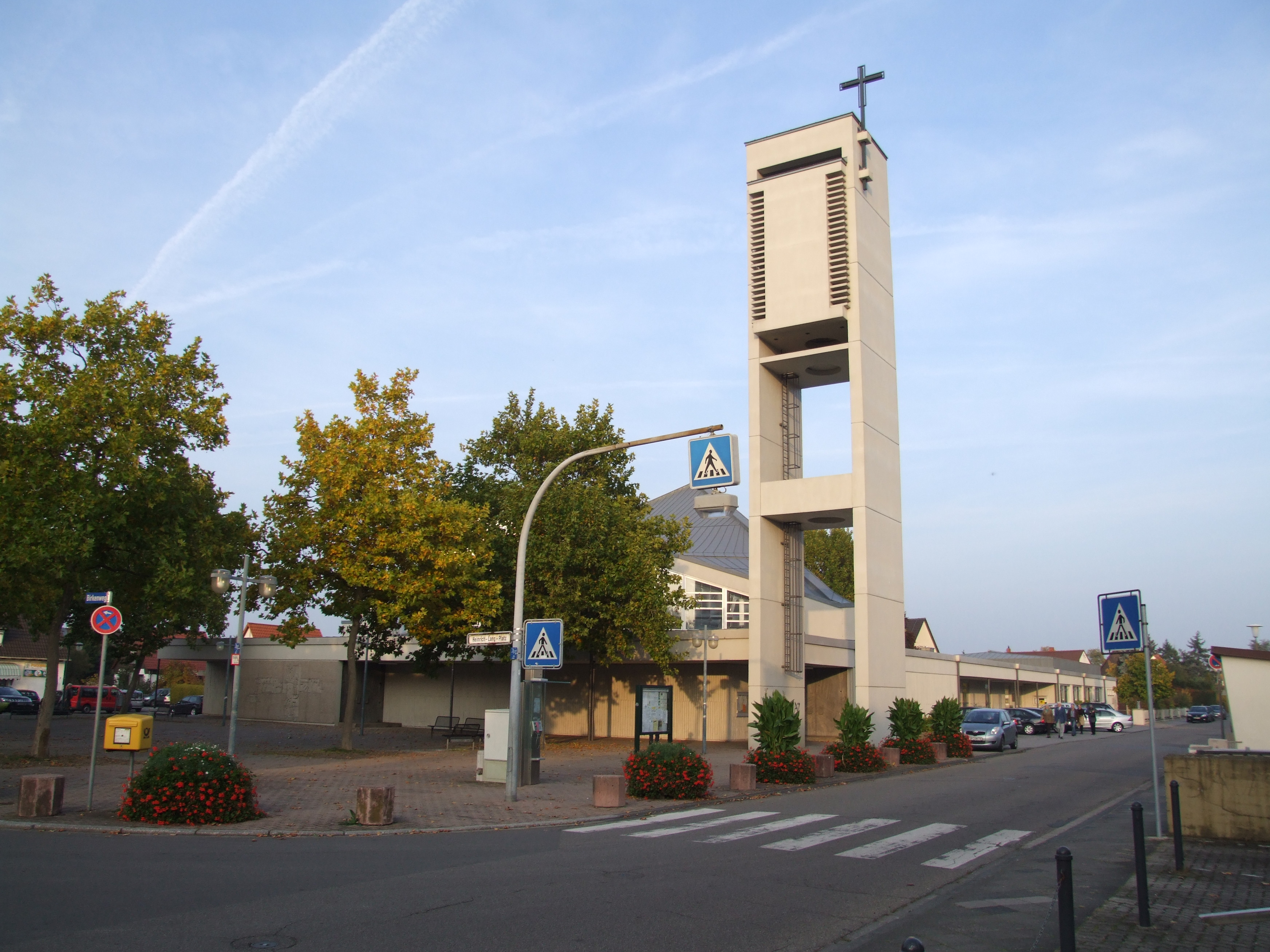
St. Konrad vom Südwesten, rechts Pfarrzentrum

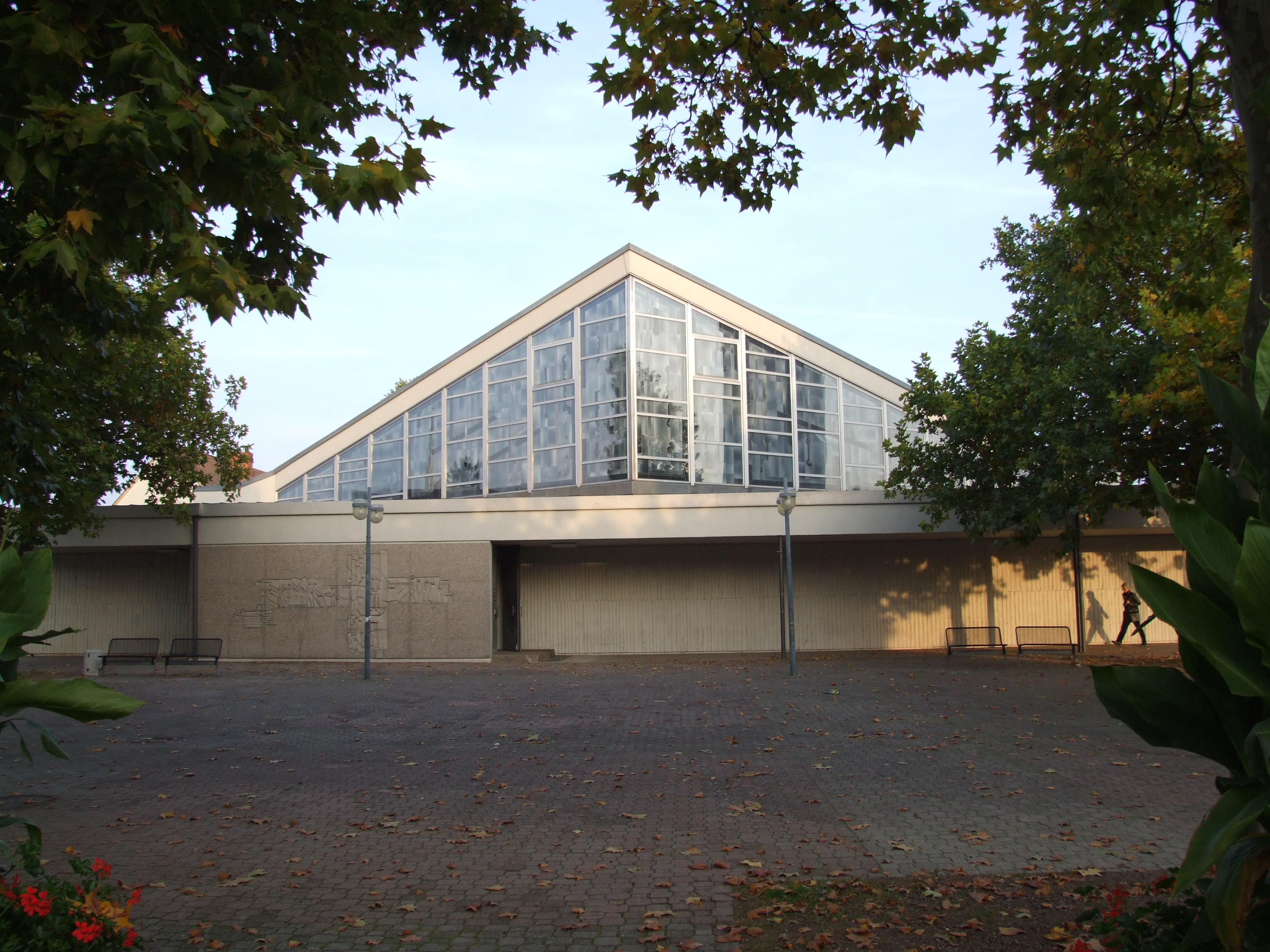
Westseite, Blick über den Heinrich-Lang-Platz auf die Nordwest- und Südwestfenster

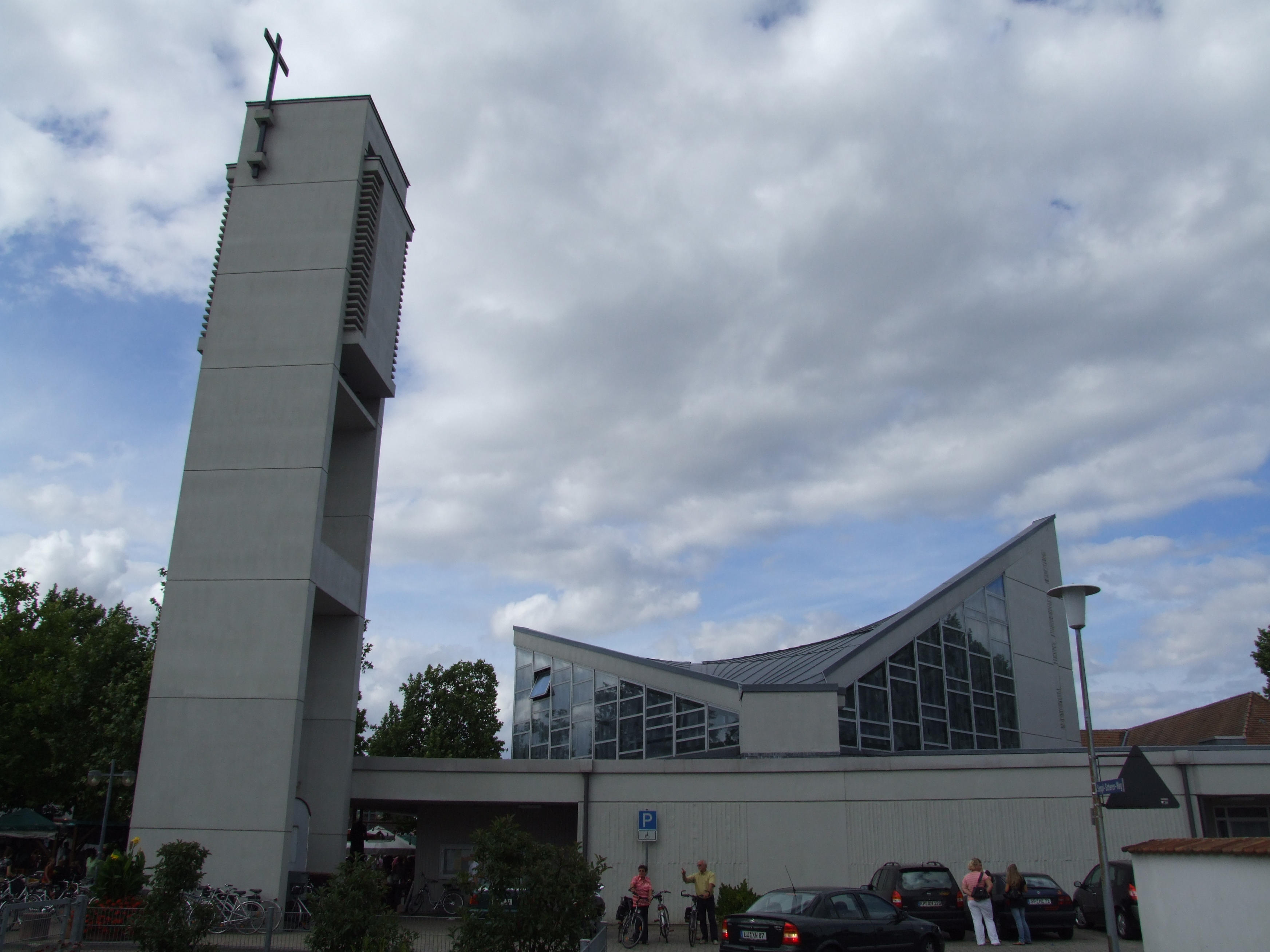
Südseite St. Konrad, deutlich die tiefgeschwungene Dachform zwischen den Hochpunkten im Osten und Westen

St. Konrad ist eine Kirche mit Pfarrzentrum, Pfarrsaal, Pfarrhaus, Kindergarten, Jugendzentrum und einem alten Schwesternhaus und ist der Mittelpunkt der gleichnamigen katholischen Pfarrgemeinde im Stadtteil Speyer-Nord von Speyer. Namenspatron ist der Heilige Konrad von Parzham. Die Kirche und das Pfarrzentrum mit Jugendzentrum im Keller des Pfarrzentrums und Kindergarten sind ein typisches Zeugnis der Betonarchitektur der 1970er-Jahre. Der heutigen Kirche von 1969 ging eine Kirche gleichen Namens aus dem Jahr 1934 voraus. Enge ökumenische Beziehungen bestehen zur benachbarten evangelischen Gemeinde der Christuskirche. Im Glockenhaus des Kirchturms lebt im Sommer eine große Kolonie Fledermäuse.

## Neubau

### Gründe
Während der 1960er-Jahre wuchs der erst 1932 entstandene Stadtteil Speyer-Nord stark. Aus etwa 300 Katholiken 1932, etwa 400 (1933), etwa 500 (1935) und 652 (1938) wurden 1.208 im Jahr 1951 und 1.642 im Jahr 1959. Zusätzlich zogen im Dezember 1962 bzw. Januar 1963 die Fallschirm-Pionierkompanie 260 aus Mannheim und das Fallschirm-Artilleriebataillon 265 aus Großengstingen in eine neu errichtete Kaserne nördlich der Siedlung. Der Zuzug von ca. 550 katholischen Soldaten mit ca. 150 kath. Familienangehörigen führte zur Errichtung eines kath. Militärseelsorgebezirkes für die Standorte Speyer, Germersheim, Bad Bergzabern, Landau und Neustadt mit Sitz in Speyer und St. Konrad als Garnisonkirche. Pfarrer Josef Keiser und der Kirchenrat entschieden sich für den Abriss der alten als zu klein empfundenen Kirche und einen Neubau.
Am 1. Mai 1963 wurde Militärpfarrer Oswald Simon mit der Seelsorge im Bezirk vertraut und St. Konrad Garnisonskirche.

### Architekt und Bauplanung
Als Architekt wurde Oberbaurat Alois Atzberger vom Bischöflichen Bauamt ausgewählt. Atzberger plante eine Anlage von 22 auf 32 Metern in Sichtbeton. Daneben stellte er in die Südwestecke einen rechteckigen 22 Meter hohen Glockenturm ebenfalls in Sichtbeton.
Im Innenraum bilden drei große Bankblöcke und ein kleiner mit geraden Holzbänken und 600 Sitzplätzen einen Halbring um einen Betonaltar, einen Beton-Tabernakel, Beton-Sedilien und Beton-Ambo. Auch der Taufstein und die Marienfigur von Jakob Adlhart sind aus Beton gefertigt. Der Kirchenraum wird überwölbt von einer Spannbetondecke, die sich hinter dem Altarraum auf der Ostseite an zusammenlaufenden Wänden und ebenso gegenüber auf der Westseite zu einer Höhe von 16 Metern aufschwingt. Von diesen beiden Höhepunkten im Osten und Westen schwingt sich die Decke um vier Meter zur Mitte nach unten.
Alois Atzberger schrieb 1969:
Dem Besucher dieser Kirche wird die konstruktive Tendenz der Gegenwartskunst erkennbar, zumal gleichsam aus dem Material Beton herausgeholt wurde, was in ihm steckt. Es wurden keine kostbaren, von Künstlerhand verarbeiteten Materialien zur Ausschmückung verwendet. Alle Einzelteile sind vom Entwurfsverfasser gestaltet und ordnen sich der Architektur unter. Abstraktion, systematisches, mathematisches Denken wird anschaulich erlebbar, eine konstruktive Möglichkeit demonstrativ ausgeschöpft. Alles Gestalten bleibt, wie in der gesamten konstruktiven Richtung auf ein Material beschränkt. Es konzentriert sich ganz auf den Beton, den konstruktiven Ausgangspunkt der Form. ... Bei aller Einfachheit und Einheitlichkeit des Raumes wird, ... , der Altar doch deutlich Mittel- und Höhepunkt des Raumes, ja die ganzen Raumgestaltung will das Geschehen auf dem Altar der Gemeinde näher bringen.

### Betonplastik
Für den Bereich hinter dem Altarraum wurde von dem Salzburger Professor Jakob Adlhart eine rechteckige 14 Meter hohe monumentale Betonplastik konzipiert. Oben thront als Symbol des Überirdischen das Lamm Gottes. Darunter symbolisieren rechts Fabrikanlagen und Fabrikschlote die irdische Welt, links Hochhäuser, ein Fernsehturm und im Vordergrund die alte St. Konradskirche. Im unteren Bereich sind links Dreiecksstrukturen zu erkennen, die an Mineralien oder Felsen denken lassen, rechts meint man Fische im Wasser zu erkennen. Die massive Betonstruktur ist durchbrochen im Mittelteil mit einer ovalen Form, zur Herausarbeitung des mittig gestellten Lammes oben und im oberen Bereich mit weiteren schlanken Durchbrüchen.

### Baugeschehen
Die Arbeiten begannen am 15. August 1967. Eine Besonderheit ist, dass zunächst vom alten St. Konrad-Kirchlein nur der überdachte Eingang und die Empore abgerissen wurden (ca. ein Drittel des Baus). Die provisorisch verschlossene Kirche wurde während des Baugeschehens weiter für die Gottesdienste genutzt, und zwar bis zum Passionssonntag 1969. Der Grundstein wurde von Domkapitular Josef Schwarz am 22. Oktober 1967 gelegt. Mit der Palmweihe am 30. März 1969 nahm die Gemeinde Abschied von der alten Kirche, die bald darauf abgerissen wurde, und zog in die neue. Die Kirchweihe erfolgte am 19. Oktober 1969 durch Bischof Friedrich Wetter. In den Altar schloss er Reliquien der heiligen Märtyrer Faustus und Felix aus der alten Vorgängerkirche ein. Für den Bau der Kirche wandte die Bischöfliche Finanzkammer 950.000 DM auf. Wegen der Nutzung als Garnisonskirche trug das Bundesministerium der Verteidigung 23 % der Bausumme.

### Pfarrzentrum
Der zweite Bauabschnitt das Pfarrzentrum wurde am 20. Juni 1969 begonnen. An der südlichen Ostseite der Kirche schließt sich, entlang des Nußbaumwegs, ein teilunterkellerter Flachbau an mit den Nutzungen (von West nach Ost): Sakristei, drei Versammlungsräume und Teeküche (darunter Jugendzentrum mit Tischtennisraum samt Nebenraum und zwei Gruppenräumen.), Kindergarten (vier Räume a 25 Kinder, Förderraum, Büro und ein Gymnastikraum). Das ebenfalls von Alois Atzberger geplante Pfarrzentrum wurde unter Leitung von Architekt Ernst Imo gebaut. Geweiht wurde das Zentrum, dessen Baukosten 800.000 DM betrugen, am 16. April 1972 von Domkapitular Prälat Bruno Thiebes.

### Kreuzweg
Im Jahr 1974 wurde die Westwand mit einem Kreuzweg von 15 Bildern geschmückt. Die Emaillebilder stammen von Pfarrer Herman Matthes (Neuhofen).

### Orgel
Nachdem lange die Kirchenmusik von einer Kleinorgel unterstützt wurde, wurde am 26. November 1978 eine große Orgel geweiht, welche die Gemeinde von der Pfarr- und Zisterzienserkirche Eußerthal gekauft hatte. Die Orgel wurde an der Westseite der Kirche hinter den dem Altar auf der Ostseite zugewandten Gläubigen eingebaut. In diesem Bereich ist seither auch der Kirchenchor, die Singgruppe oder die Band platziert. Die Kosten für das Instrument wurden von der Gemeinde im Laufe von fünf Jahren aufgebracht und zwar parallel zur Finanzierung der Ausbildung eines Priesters in der Dritten Welt.

### Josefskapelle
Auf der Südseite des Kirchenraums wurde im Bereich des früheren Standorts der Kleinorgel und des Kirchenchors für Werktagsgottesdienste eine Kapelle mit 40 Plätzen abgetrennt. Diese wurde am 1. Mai 1981, dem Kirchenfest „Josef der Arbeiter“ von Domdekan Bruno Thiebes zur Josefskapelle geweiht. Die Stirnseite der Kapelle ist mit einem Christusrelief, umgeben von den vier Evangelisten, von Helmut Schollenberger ausgestattet. An der Längsseite wurde Schollenbergers Fries Gestalten des Glaubens – Noah, Abraham, Jakob und Moses angebracht. An der Trennwand zur Kirche befinden sich in der Kapelle Bilder von Pfarrer Hermann Matthes mit eucharistischen Motiven, auf der Außenseite Motive aus der Geheimen Offenbarung.

### Fenster
Ursprünglich bestanden die großen Fensterflächen aus einfachem Glas. Die farbigen Flächen auf der Innenseite bestanden aus eingefärbtem Glasseidengewebe, das dann mit Kunstharz getränkt wurde. Diese Fenster waren laut Alois Atzberger das Ergebnis langer Versuche auf einfache Weise eine Schallabsorption zu erreichen. Es sei mit Ihnen möglich, allzu große Nachhallzeiten von Betonkörpern durch starke Absorption nahezu zu normalisieren.
Im Lauf der Zeit lösten sich die Fensterrahmen aus der Verankerung mit dem Beton und den Stahlstützen. Wasser drang in den Beton und den Innenraum der Kirche ein. Versuche zeigten, dass der beschädigungslose Ausbau der farbigen Teile der Fenster nicht möglich war. Daraufhin entschloss sich die Gemeinde, nach der Sanierung der Fenster eine neue Bleiverglasung zu realisieren. Als ausführender Künstler wurde Thomas Münzer gewonnen.

### Bauprobleme
Neben der Verrottung der Fensterkonstruktion führte die mangelnde Überdeckung der Eisenarmierung des Betons an den dem Wetter ausgesetzten Flächen zu massiven Schäden, so dass bereits nach 25 Jahren eine umfassende Betonsanierung ins Auge gefasst werden musste. Auch das mit Zinkblech geschützte Spannbetondach war so korrodiert, dass eine Reparatur des Blechs nicht möglich war, sondern eine neue Dachhaut montiert werden musste. Die durch Dach und Fenster eindringenden Wassermengen hatten auch im Kirchenraum zu erheblichen Betonschäden geführt, so dass ein sanierender Anstrich des Sichtbetons unumgänglich war. Schlecht war auch die Dämmung der Fenster allgemein und die Dachdämmung im Pfarrzentrum. Auch der Hochtemperaturheizkessel der gesamten Anlage war verschlissen. So konnte die Gemeinde eine umfassende Sanierung bereits nach einem Viertel Jahrhundert Standzeit nicht vermeiden.

## Vorgängerkirche

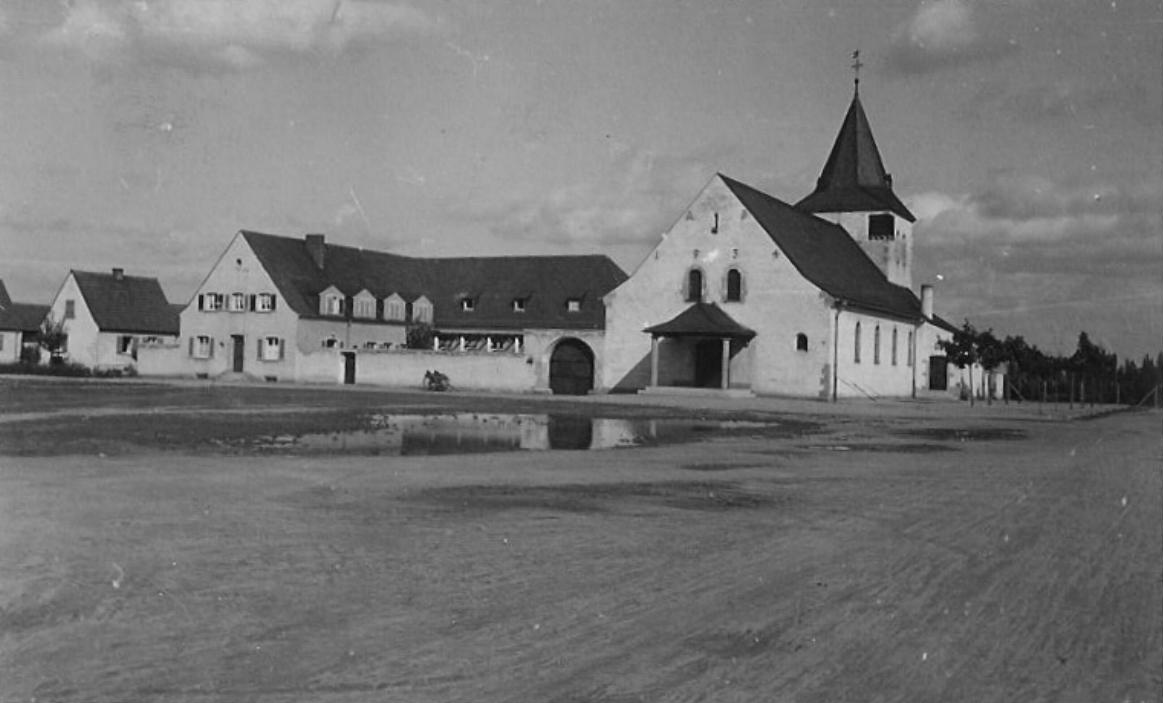
Altes St. Konradskirchlein, 1934–1969

### Überblick
Bereits 1934 kurz nach Gründung des Stadtteils Speyer-Nord, als in Selbsthilfe errichtete Siedlung, wurde die erste kleine Kirche St. Konrad gebaut. Ihr wurden ein Pfarrhaus angegliedert und ein Schwesternhaus beigefügt, dessen Nonnen einen Kindergarten leiteten und den Krankendienst versahen. Ein Pfarrsaal vollendete das Ensemble. Während das Pfarrhaus und der Pfarrsaal noch heute unverändert genutzt werden, musste mangels Nachwuchs das Schwesternhaus geschlossen werden. Nach Vermietung an eine Arztpraxis wurde das Schwesternhaus umgebaut als Proberaum für den Kirchenchor und als Funktionsräume für den Pfarrsaal.
Das alte Kirchlein wurde, weil der Stadtteil stark wuchs und zusätzlich eine größere Garnison dazugekommen war, abgerissen 1969 und durch die heutige deutlich größere Betonkirche ersetzt.

### Baubedarf und -entschluss
Das 1932 als Siedlung nach dem Reichsheimstättengesetz neu entstandene Speyer-Nord gehörte zunächst zur Dompfarrei. Jedoch waren eine Stunde Fußweg zum Dom zu beschwerlich und vor allem für alte Menschen und Kinder zu weit. Den Vorschlag der Stadtverwaltung die Katholiken und Protestanten sollten einen gemeinsamen Betsaal im Eichenweg, neben dem Siedlergemeinschaftshaus errichten, lehnte die Domkirchenverwaltung ab, während das protestantische Presbyterium dazu bereit gewesen wäre.
Der Dompfarrei, die zuletzt 1933 das St. Albertusheim am Domplatz errichtet hatte, fehlte aber das Geld für einen Kirchenbau im Speyerer Norden. Auf Bitten von Dompfarrer Hofen ordnete dann aber der Speyerer Bischof Ludwig Sebastian an, dass die Dompfarrei ein Darlehen aus den Versorgungsrücklagen der Emeritenanstalt erhalten solle.

### Gelände
Daraufhin pachtete die Kirche zum in der Siedlung üblichen Erbbauzins von zwei Pfennig pro Quadratmeter am 15. August 1934 für die Kirche 620 m², am 15. August 1935 für Schwesternhaus und Kinderschule 900 m² und am 1. März 1936 den Garten mit 2.250 m². Der Pachtvertrag wurde zunächst nicht notariell geschlossen, weil die Stadt auf einen Geländetausch mit dem alten katholischen Friedhof bei der Kaiser-Friedrich-Straße hoffte. Erst am 15. April 1953 wurde das Grundstück von der Diözese erworben und der kath. Kirchenstiftung St. Konrad geschenkt.

### Architekt
Mit der Planung der Anlage wurde der Speyerer Architekt Ludwig Ihm beauftragt, der vorher maßgeblich beim Bau des Studentenheims St. Josef (Ecke Bahnhofstraße) und der Konviktskirche beteiligt war.
Der Architekt wollte eine Kirche in der Art einer Dorfkirche als Mittelpunkt der Ein- und Zweifamilienhäuser mit ihren Gärten und Vorgärten errichten. Das säulenkragende Vordach über dem Haupteingang sollte einladend wirken. Der Turm sollte nicht zu hoch sein, sondern bescheiden wirken. Das breit herabgezogene Vordach des Schiffes sollte, so sagte es der Architekt Dompfarrer Hofen, das biblische Gleichnis versinnbildlichen der „Henne, die ihre Kücken sammelt“. Der damalige Domkaplan berichtet der Architekt hätte liebevoll und unermüdlich an seinen Zeichnungen und Plänen gearbeitet, bis der endgültige Plan gereift sei.

### Bau
Mit dem Rohbau wurde am 13. August 1934 durch die Firmen Gebrüder Ableiter und Moos begonnen. Als Arbeiter stellten die Firmen im Auftrag der Kirche in zwei Abschnitten jeweils 20 Arbeitslose aus der Siedlung ein. (Die Arbeitslosenquote betrug damals 30 %). Die Altäre und die Säulen und Quadern schuf Steinmetz Heinrich Müller mit seinen Gesellen und Lehrlingen. Zimmermann Zöller fügte den Dachstuhl und den Turmhelm zusammen. Der Grundstein wurde am Nachmittag des 7. Oktober 1934 von Bischof Ludwig Sebastian zusammen mit dem gesamten Klerus der Stadt unter großer Anteilnahme der Siedler und von Katholiken aus der Stadt gelegt. Die Festpredigt hielt ein Mitbruder des Heiligen Bruders Konrad Superior Hermengild aus Blieskastel. Nach fünf Monaten war die Kirche fertiggestellt. Die Kosten betrugen 57.482,86 Reichsmark sowie 4.860,80 Reichsmark für drei Bronzeglocken und die Läuteanlage. Bischof Sebastian weihte am 23. Dezember 1934, dem vierten Adventssonntag. Der Hochaltar wurde auf den Namen des hl. Bruders Konrad von Parzham geweiht.

### Seitenaltäre, Kirchenschmuck und Orgel
Wegen der Umwidmung der katholischen Lehrerschule in eine Aufbauschule konnte die Gemeinde deren Orgel für 2.500 Reichsmark samt Umbau erwerben. Die Ausmalung der neuen Kirche vertraute man dem Kapuzinerbruder Rudolf Wankmüller an. Das große Altarbild und einen Kreuzweg führte der Künstler als Fresko aus. Für die beiden Seitenaltäre entwarf er jeweils die Muttergottesstatue und eine Statue von St. Laurentius. Der Betrag von 6000 Reichsmark für Ausmalung und die Statuen wurde durch Spenden aufgebracht. Die bischöfliche Weihe des Muttergottesaltars und der Statue erfolgte am 7. August 1938, der des Laurentiusaltars und der Statue am 13. August 1939.

### Schwesternhaus
Am 19. Juli 1935 wurde die Errichtung eines Schwesternhauses mit Kindergarten beschlossen. Die Schwestern sollten neben der Führung des Kindergartens die ambulante Krankenpflege gewährleisten. Der Bau im Wert von 68.057,77 Reichsmark konnte vom Bischof am 26. Januar 1936 eingeweiht werden. Zunächst hatte man das Schwesternhaus den Niederbronner Schwestern anvertrauen wollen, die den Krankendienst schon von der Engelsgasse aus versehen hatten.
Jedoch hatten die damaligen Machthaber den Dominikanerinnen von St. Magdalena das Mädchenlyzeum in Ludwigshafen am Rhein abgenommen und ihnen auch die Erteilung von Privatstunden verboten. Daher entschied sich der Bischof dafür diese Schwestern in Speyer-Nord einzusetzen. Gerne übernahmen die Schwestern den Dienst, während viele ihrer Mitschwestern nach Brasilien und Peru auswandern mussten. Das kleine Kloster besetzt mit vier bis acht Schwestern bestand bis zum 16. Juli 1970, als Nachwuchsmangel die Schwestern von St. Magdalena zwang diese Außenstelle klösterlichen Lebens zu schließen.

### Zweiter Weltkrieg
Aus dem Zweiten Weltkrieg kamen viele der Männer der Pfarrei nicht, verletzt oder Jahre später aus der Kriegsgefangenschaft zurück. Anders als die Gefallenen konnten die für „kriegswichtige Zwecke“ eingezogenen Glocken von St. Konrad am 22. Dezember 1957 durch neue ersetzt und von Dompfarrer Josef Seitz († 1964) geweiht werden. Die beiden Glocken Konrad von Parzham und Maria – Unsere Liebe Frau vom Kaiserdom hatten 9.536,46 DM gekostet.

## Seelsorger

### Betreuung aus der Dompfarrei
Als Seelsorger war zunächst Dompfarrer Karl Hofen (Amtszeit 1932–1939) mit seinen Domkaplänen Bruno Thiebes (1933–1936) und Peter Schill (1933–1935) zuständig, die so oft sie konnten und ihre Pflichten bei den 9.500 Seelen der Dompfarrei es zuließen, mit dem Fahrrad nach Speyer-Nord fuhren. Unter dem Chorraum der Kirche stand ein Versammlungssaal für 40 Personen zur Verfügung. Eingeladen waren die Jugend und die Frauen und mittwochs die Männer zu Gesprächsrunden und Singstunden. Nachfolger von Kaplan Schill war Kaplan Josef Plettenberg (1935–1937). Von den Anfängen der Siedlung an waren die Schwestern der Engelsgasse für die Betreuung der Kranken, Hilfsbedürftigen und Kinder zuständig und mit ihren Fahrrädern von früh bis spät unterwegs. Besonders begabt für jeden das richtige Wort zu finden und darin Streit zu schlichten, war Schwester Leogatus. Auf Kaplan Thiebes folgte Kaplan Karl Mentz (1936–1940). 1940 bis 1950 war Alfred Scheller Dompfarrer und 1950 bis 1958 Josef Seitz.

### Expositur
Ein weiterer Domkaplan (ab 1937), Wilhelm Wahrheit, wurde auf Vorschlag von Dompfarrer Hofen zum ersten eigenen Seelsorger der am 1. Oktober 1940 errichteten Expositur St. Konrad. Schon Schwester M. Augustina hatte in einem vierseitigen Brief beginnend mit „Kloster St. Konrad, Siedlung den 2. Juli 1937“ den Bischof um einen eigenen Seelsorger für die Gemeinde gebeten. Eine der seelsorgerischen Hauptaufgaben, des engagierten Geistlichen war es, den vielen Mitgliedern der Gemeinde Trost zu spenden, die im Zweiten Weltkrieg Angehörige verloren. 1947 wurde Expositus Wahrheit Religionslehrer in Zweibrücken, ab 1957 Studienrat in Speyer.
1946 bis 1951 war Pfarrer August Wilhelm (aus Offenbach/Queich) Expositus von St. Konrad. Ab 1. August 1951 wurde Josef Keiser, der damals 42-jährige Kaplan von Waldsee zum Seelsorger der Expositur St. Konrad bestellt. Am Peter-und-Pauls-Tag 1952 wurde Hubert Lerch der bisher einzige Priester aus der Pfarrei St. Konrad von Bischof Joseph Wendel geweiht.

### Pfarrei

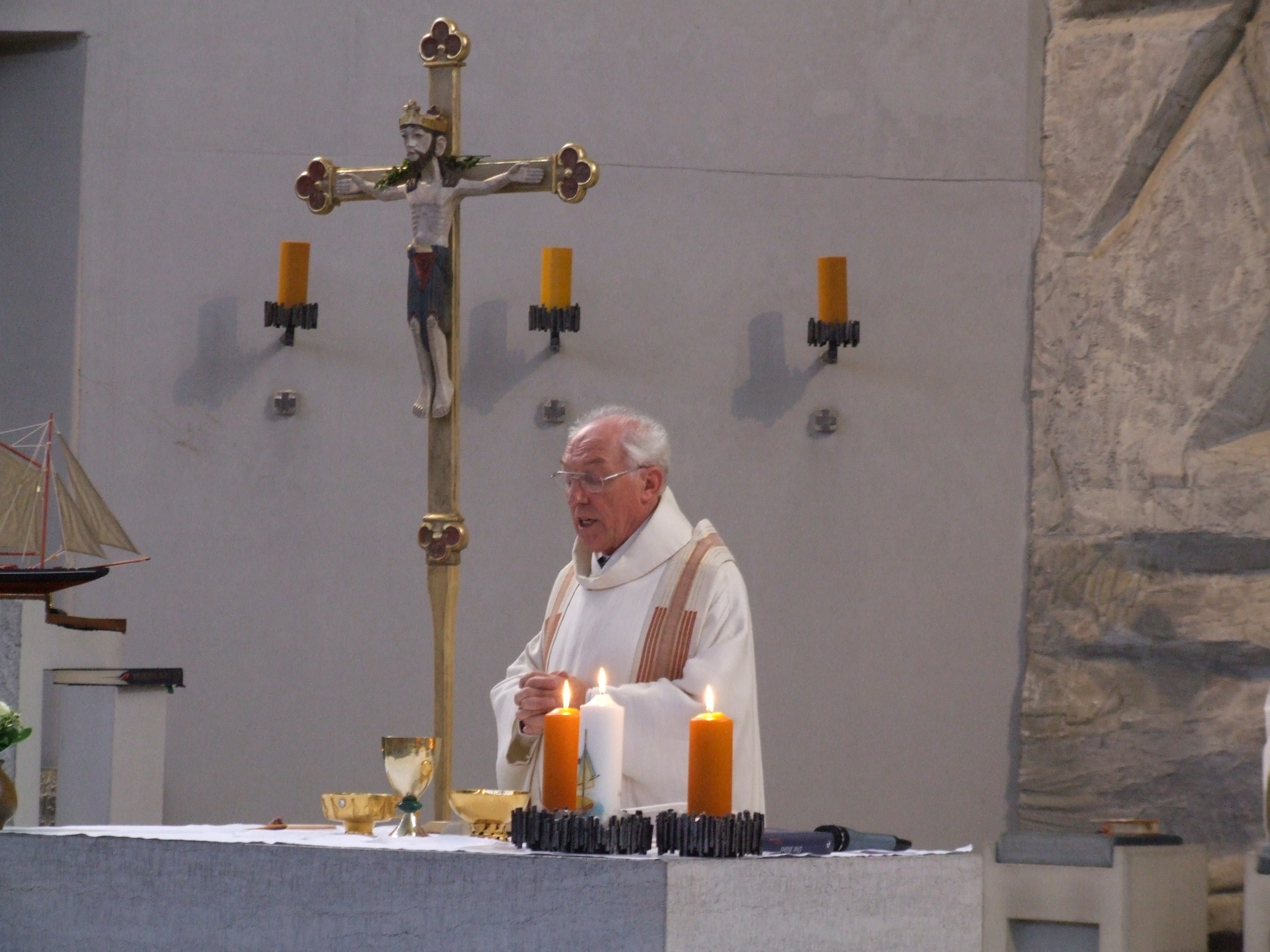
1971 bis 2010 Pfarrer von St. Konrad Monsignore Erwin Bersch

Im Jahr 1958 wurde aus der Expositur St. Konrad die Pfarrei St. Konrad. In Josef Keisers Amtszeit begann 1960 auch der Neubau des Pfarrhauses und auch, siehe oben, der zweite Kirchenbau und die Vorbereitung des Baus des Pfarrzentrums. Die Folgen seiner schweren Kriegsverletzungen im Gesicht, am Hals und am linken Bein und seine lebenslang ihn verfolgende Malaria zwangen den eigentlich unermüdlichen Siedlungspfarrer Josef Keiser 1971 nach längerer schwerer Krankheit sich eine kleinere Pfarrei, Ranschbach, zu suchen. Während der Krankheit von Pfarrer Keiser arbeitete 1968 bis 1971 Kaplan Klaus Armbrust als Hilfspriester und Pfarrverwalter.
Von 1971 bis 2010 war Monsignore Erwin Bersch aus Kapsweyer, dem Kaplan Armbrust die Pfarrei empfohlen hatte, Pfarrer von St. Konrad. Unterstützung erhielt er 1974 bis 1980 von Diakon Klaus Peter Hilzensauer, 1980–1983 Kaplan Bernhard Walz und 1984 bis 1987 von Kaplan Manfred Leiner. Von 2003 bis 2005 unterstützte ihn Pastoralreferentin Kerstin Fleischer. Im August 2010 trat Pfarrer Bersch im Alter von 72 Jahren in den Ruhestand und zog nach Bad Bergzabern in der Nähe seines Heimatortes Kapsweyer. Am 12. September 2010 gab Dompfarrer Matthias Bender sein Amtsversprechen auch als neuer Pfarrer von St. Konrad ab. Mit ihm wurden Kaplan Michael Paul und Gemeindereferentin Sigrid Sandmeier in ihre Ämter als Seelsorgeteam von St. Konrad eingeführt.

#### Gemeinde St. Konrad in der Dompfarrei Pax Christi
Im Zuge der Veränderung der Pfarrstruktur gemäß dem Konzept Gemeindepastoral 2015 wurden die 346 Pfarreien und 123 Pfarreiengemeinschaften der Diözese Speyer zum 1. Januar 2016 zu 70 Pfarreien zusammengefasst. Die ehemalige Pfarrei St. Konrad ist seitdem eine Gemeinde der Speyerer Pfarrei Pax Christi, welche das gesamte Gebiet der Stadt Speyer umfasst und aus fünf Gemeinden besteht.

## Gemeinde
Die Gemeinde verfügt u. a. über einen Kindergarten, eine der DPSG angeschlossene Jugend, eine kath. Frauengemeinschaft, eine Pfarrbücherei (seit 1946) im Keller des Pfarrzentrums, einen Kirchenchor (seit 1948), eine Singgruppe, Sportgemeinschaften und einen Arbeitskreis junge Familien. Sie veranstaltet Altennachmittage, ein Pfarrfest, Gemeindetage, Tänze, Fortbildungsveranstaltungen und vieles mehr. Die Gemeinde beteiligt sich auch an den Festen des Stadtteils, dem Siedlerfest und dem Adventsmarkt, die auf dem Platz vor der Kirche, dem Heinrich-Lang-Platz, stattfinden. Der Pfarrsaal ist auch Mittelpunkt der Arbeit der Chorgemeinschaft Speyer und deren Chöre.

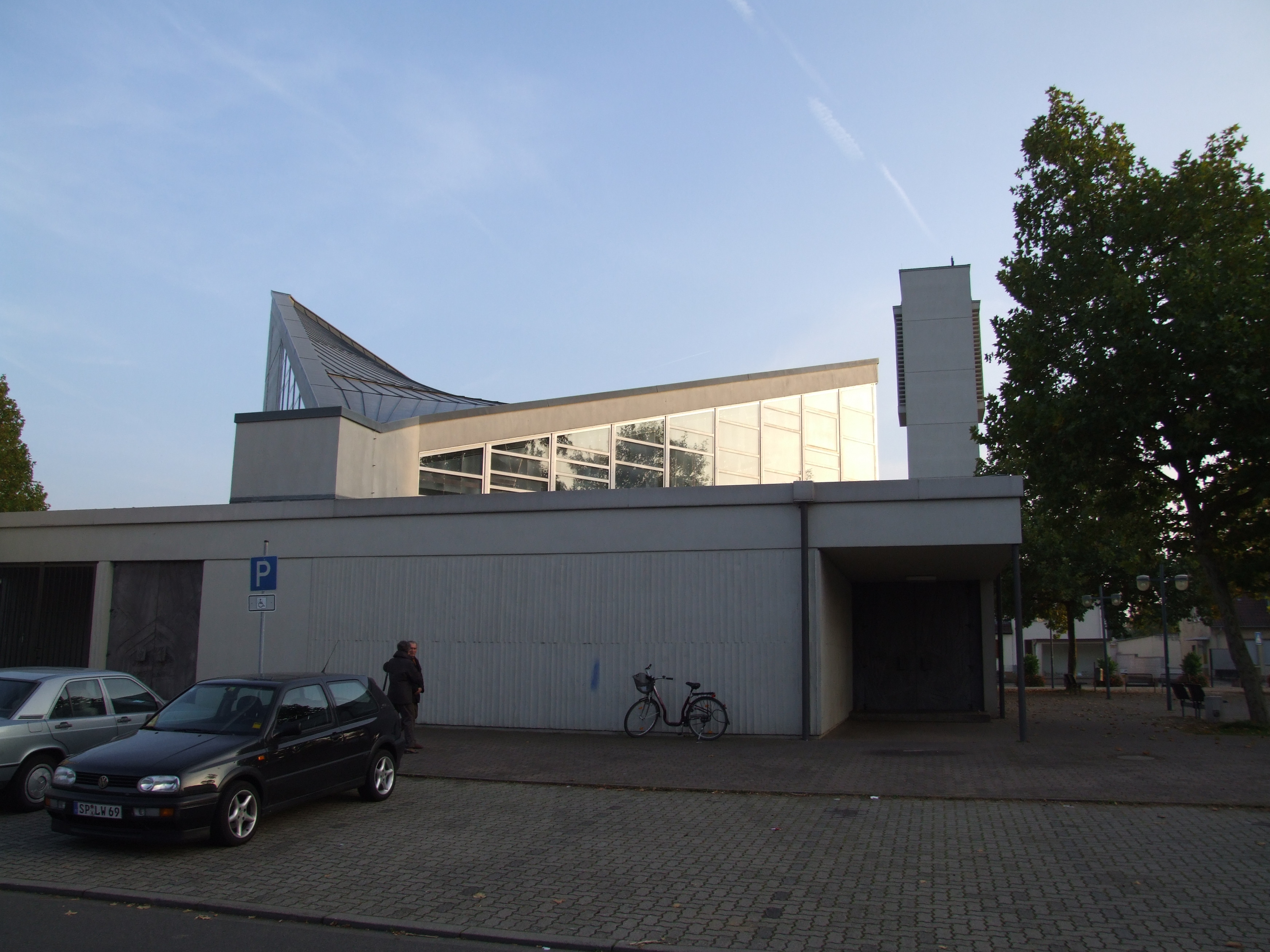
Nordansicht, macht das geschwungene Dach sichtbar.
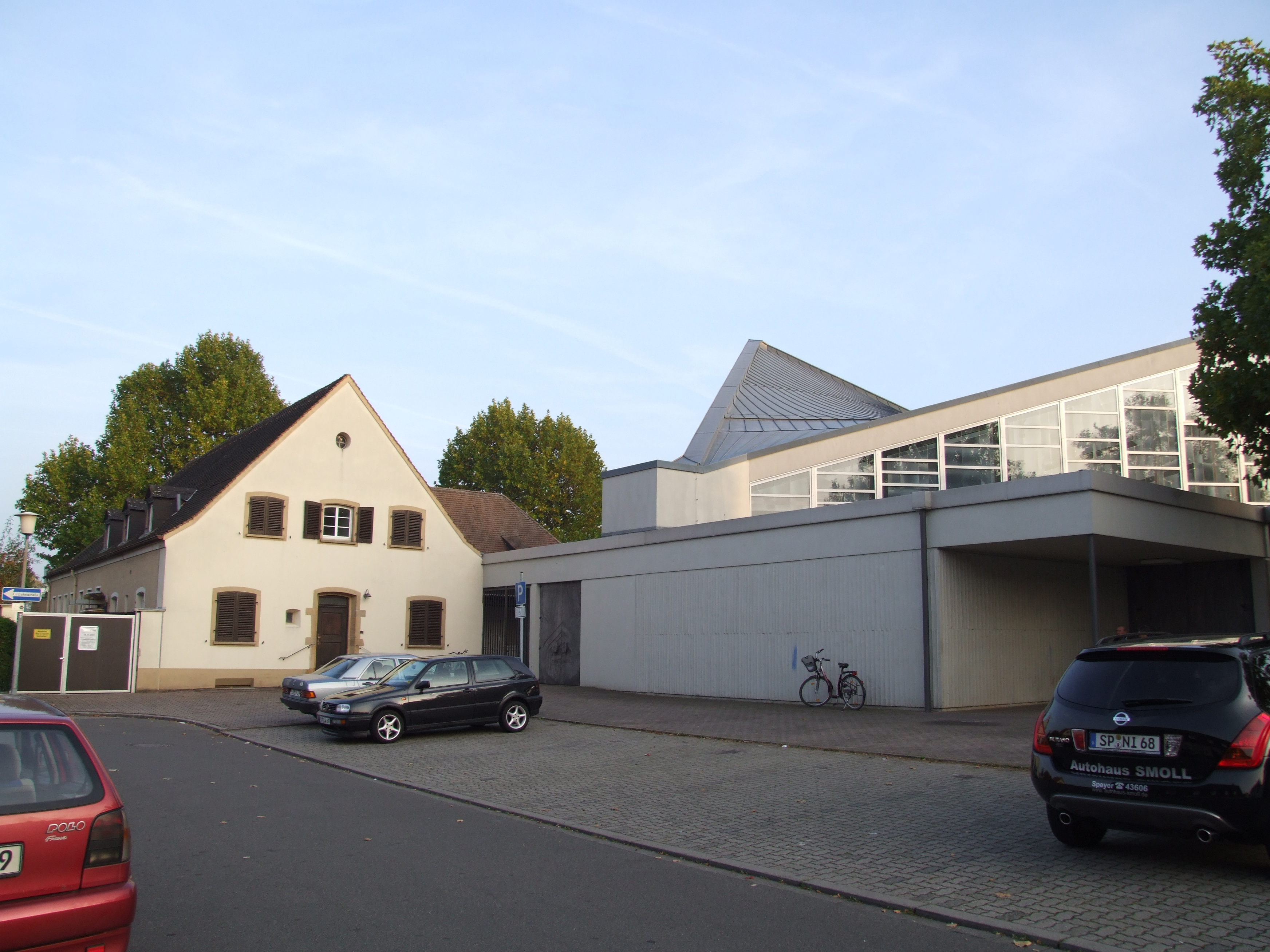
Nordseite mit altem Schwesternhaus
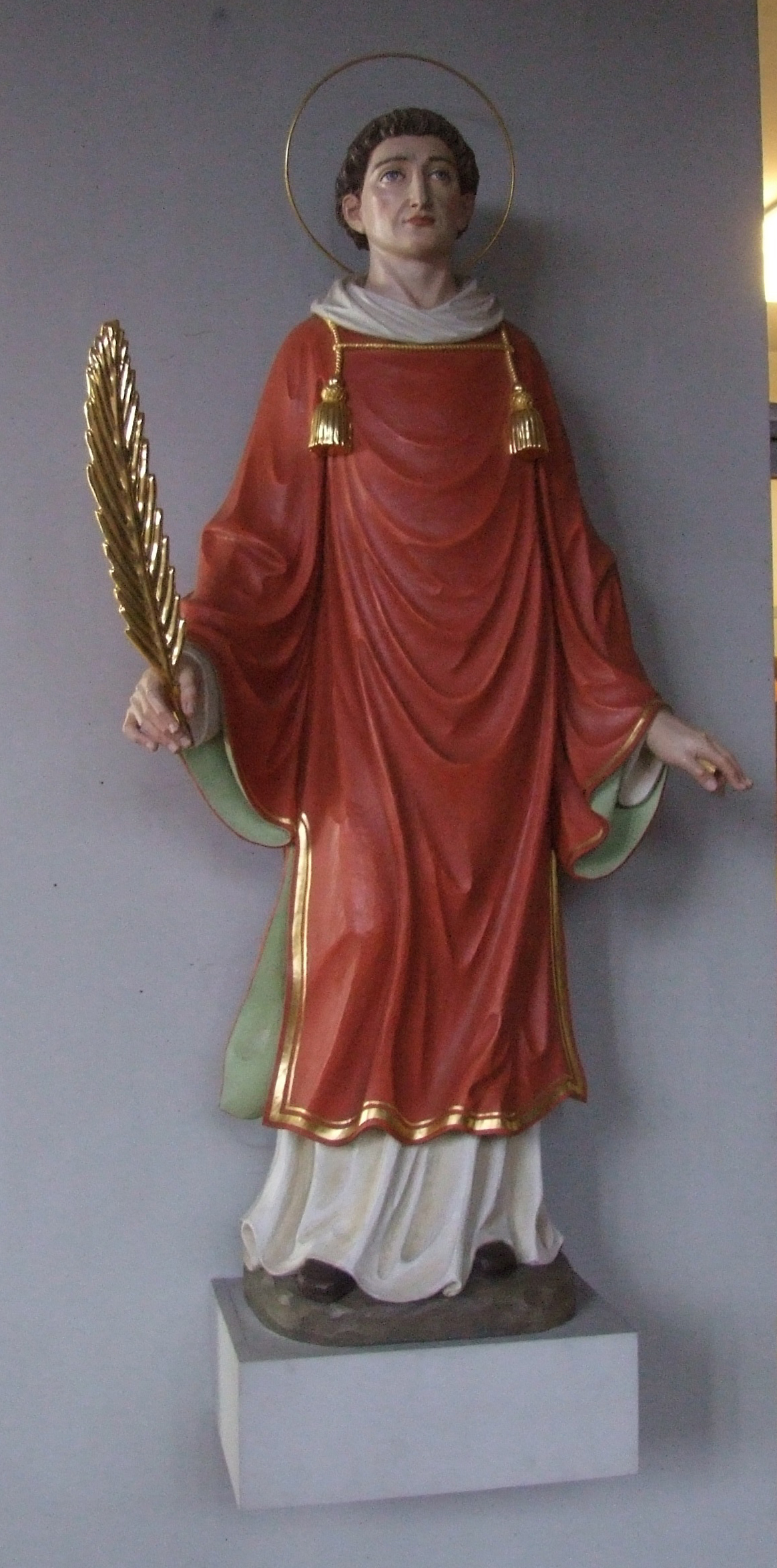
St. Laurentiusfigur am Westausgang